# Dosímetro

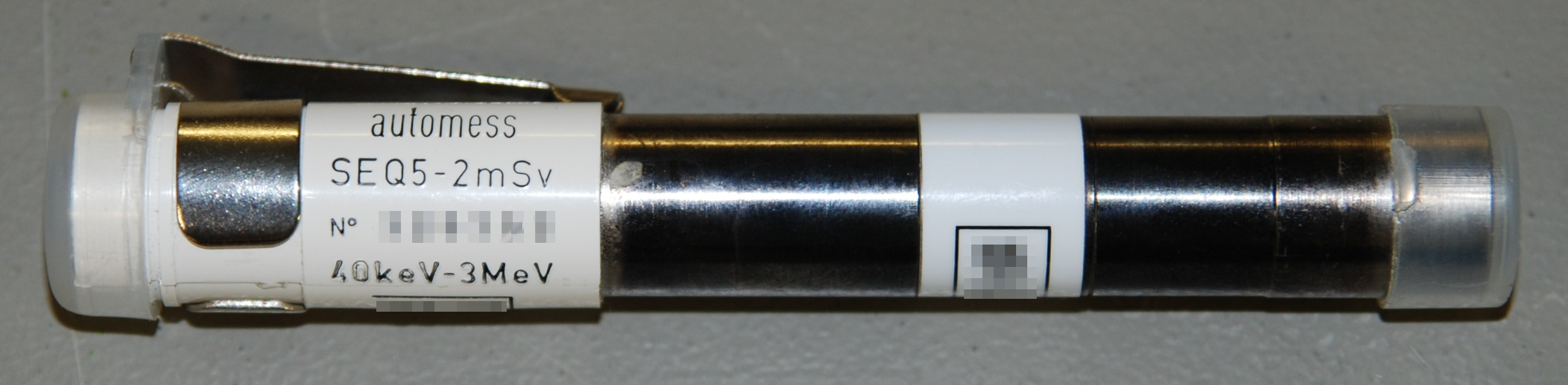
Dosímetro de bolsillo.

Un dosímetro es un instrumento de medición de dosis absorbida (como dosis equivalente) en un contexto de protección radiológica. 

## Dosimetría personal

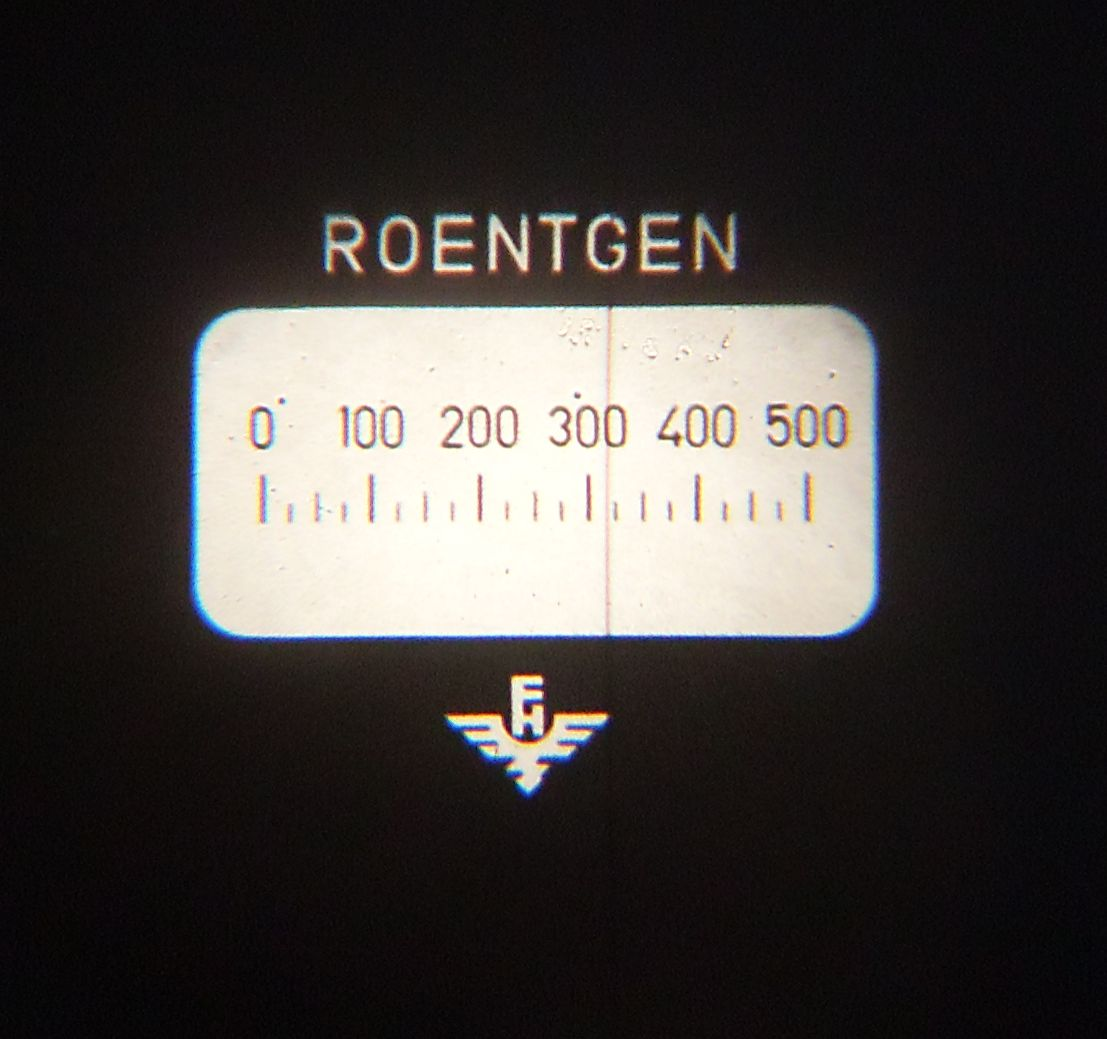
Imagen de un dosímetro de bolsillo para determinar la dosis, en este caso 320 Roentgen.

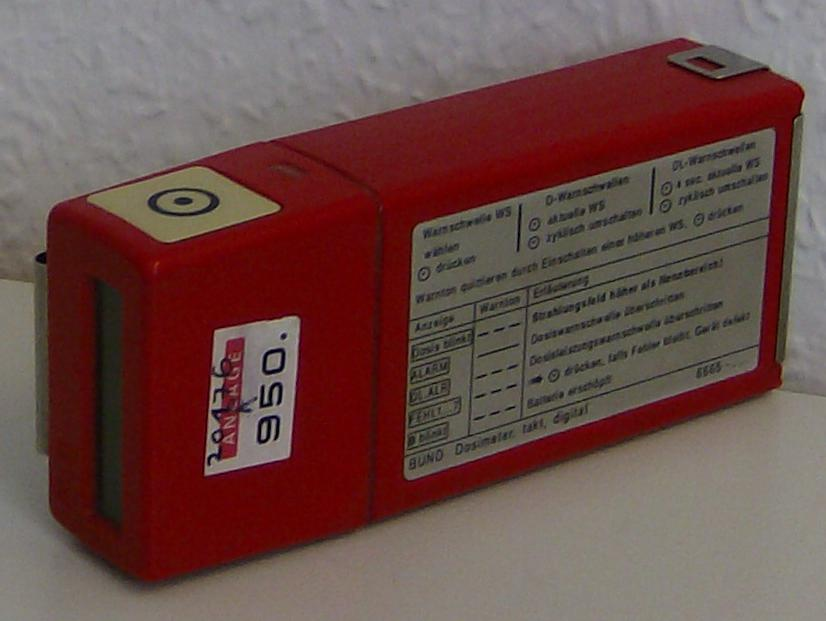
Dosímetro digital FH41Z con umbrales de aviso para dosis.

- Dosímetro de pluma (denominado así por su tamaño y forma): La carga eléctrica y el voltaje de un condensador se reducen con la radiación ionizante. La dosis recibida desde que se cargara puede leerse a partir de la posición de un hilo metálico en una escala del dispositivo. El valor mostrado se puede reiniciar a cero con una nueva recarga. Los dosímetros de pluma pueden registrar radiación de rayos X y radiaciones gamma así como (con pérdidas que varían según la capacidad de penetrabilidad de radiación beta del material) radiaciones beta.
- Dosímetro de película: Una película se ennegrece en una placa con diferentes campos de filtro (destinados a ampliar el campo de sensibilidad y para la diferenciación de radiaciones fuertes y débiles). Tras el desarrollo de la radiación se puede realizar la mediación a partir de la comparación de negros con otras películas sometidas a diferentes radiaciones.
- Dosímetro de termoluminiscencia (TLD): En determinados cristales la radiación de rayos X o de rayos gamma motiva cambios microscópicos, que resultan en luz visible cuando se libera la energía de radiación absorbida al calentar el cristal. La dosis se calcula a partir de la cantidad de luz emitida.

- Los dosímetros digitales se sirven de sensores electrónicos y procesamiento de señales y muestra la dosis de radiación recibida en una pantalla, mayoritariamente en µSv. Estos dispositivos se pueden configurar de forma que si se alcanza un nivel determinado se emita una señal (por ejemplo acústica).

## Legibilidad
La legibilidad es otra diferencia que determina el tipo de uso.
- Los dispositivos de lectura directa son electrónicos, que muestran la dosis recibida al activarse el dispositivo.
- Los dispositivos que no ofrecen una lectura directa solo pueden leerse posteriormente con la ayuda de otros dispositivos.

## Uso
Los dosímetros que no son de lectura directa o que pueden reiniciarse (dosímetros de películas, TLD, etc.) se suelen utilizar para lecturas oficiales de personas expuestas a radiaciones que se evalúan de forma regular, usualmente cada mes.
A los dosímetros de lectura directa que emiten una señal cuando se alcanza un cierto nivel se les conoce también como dosímetros de alarma. Los niveles de alarma están preconfigurados y pueden adaptarse según el uso que se les dé. Además, cuentan con dispositivos que impiden que se apaguen de forma accidental (por ejemplo con una secuencia para su apagado en lugar de un simple botón). Este tipo de dosímetros se utilizan por ejemplo en el ejército o en emergencias civiles.